# Formigueret de carpó rogenc
El formigueret de carpó rogenc (Euchrepomis spodioptila) és una espècie d'ocell de la família dels tamnofílids (Thamnophilidae).

## Hàbitat i distribució
Habita la selva pluvial de les terres baixes per l'est dels Andes, del sud-est de Colòmbia, sud de Veneçuela, Guaiana i Brasil.